# Bandeira de Registro (São Paulo)
A Bandeira de Registro foi oficializada pela Lei n.º 211, de 14 de novembro de 1974. É uma bandeira retangular, com fundo azul e um triângulo equilátero vermelho com borda amarela (que tem sua base no lado esquerdo da bandeira). Dentro do triângulo está o Brasão da cidade. Além desses elementos, a bandeira traz uma flor de chá branca no lado direito.